# Лётно-Хвалынское
Лётно-Хвалынское — село в Спасском районе Приморского края. Административный центр Хвалынского сельского поселения.

## География
Село расположено в 2 км к северо-востоку от райцентра Спасска-Дальнего, около федеральной трассы А370 Уссури.

## История
Основано в 1932 году семьями военнослужащих, образовано в 1948 году под именем Военный городок № 11. В 1990-х годах военные ушли из гарнизона, и городок приходит в запустение. Распоряжением Правительства РФ от 27 февраля 2003 года имущество бывшего военного городка было передано в собственность Спасского района. 11 октября 2004 года законом Приморского края на территории военного городка № 11 был образован сельский населённый пункт, а 26 июля 2007 года постановлением Правительства РФ селу было дано современное название — Лётно-Хвалынское. Название села было выбрано его жителями на общем собрании 10 декабря 2005 года, до этого гарнизон и городок в обиходе называли Хвалынским (рядом расположено одноимённое село). 23 июня 2010 года село стало административным центром объединённого Хвалынского сельского поселения.

## Население
| 2004 | 2010  | 2021  |
| ---- | ----- | ----- |
| 2476 | ↘2260 | ↘1906 |

## Улицы
| - ул. Гастелло, - ул. Жуковского, - ул. Первомайская, - ул. Сосновая, - ул. Хабаровская. |